# Большое Васильево (Московская область)
Большое Васильево — упразднённая деревня, располагавшаяся на территории Богородского городского округа Московской области России. В настоящее время входит в состав города Электроугли.

## География
Находилась в северо-восточной части области, в зоне хвойно-широколиственных лесов, к востоку от автодороги М12, к югу от железнодорожной линии Москва — Петушки, на расстоянии примерно 16 километров (по прямой) к юго-западу от города Ногинска, административного центра округа.

### Климат
Климат характеризуется как умеренно континентальный, с умеренно холодной зимой и тёплым летом. Среднегодовая температура воздуха — +5,7 °C. Средняя температура воздуха самого холодного месяца (января) — −7,3 °C (абсолютный минимум — −45 °C), средняя температура самого тёплого (июля) — +20,1 °С (абсолютный максимум — +38,5 °C). Годовое количество атмосферных осадков — 560 мм, из которых около 70 % выпадает в период с апреля по октябрь.

## История
В материалах генерального межевания 1767—1770 годов упомянуто как сельцо Василево Каменского стана Московского уезда. Являлось общим владением жены тайного советника Фёдора Абрамовича Лопухина, вдовы Веры Борисовны Елагиной, а также Александра Федотовича и Андрея Федотовича Елагиных. Числилось 75 душ.
В 1852 году имелось 62 двора и проживало 420 человек (207 мужчин и 213 женщин).
По состоянию на 1913 год, в сельце Большое Васильево имелось 94 двора. В административном отношении являлось центром Васильевской волости Богородского уезда. В сельце имелись: волостное правление, квартира урядника, казённая винная лавка и почтовое отделение.
По данным 1926 года в деревне насчитывалось 222 хозяйства (в том числе 120 крестьянских) и проживало 865 человек (437 мужчин и 428 женщин). Являлась центром Васильевского сельсовета Васильевской волости Богородского уезда.
В 1935 году в составе поселкового совета Электроугли. Действовал колхоз имени Куйбышева.